# Sepúlveda (Espagne)
Pour les articles homonymes, voir Sepulveda.
Sepúlveda est une commune de la province de Ségovie dans la communauté autonome de Castille-et-León en Espagne.

## Sites et patrimoine
- Chapelle San Marcos
- Château et murailles
- Église el Salvador
- Église de Los Santos Justo y Pastor
- Église Nuestra Señora Virgen de la Peña
- Église San Bartolomé
- Église Santiago
- Musée de jouets anciens